# Amaramba
Amaramba (por. Lago Amaramba) je plitko jezero u Mozambiku, blizu granice s Malavijem. Smješten na visoravni jezera Nyasa/Malavi, sjeverno od jezera Chiuta. Jezera su odvojena pješčanim grebenom, a kanal povezuje dva jezera. Na zapadnoj strani kanala, spojni vodeni put je poznat kao rijeka Msambiti, dok je na istočnoj strani poznat kao rijeka Lugenda. Jezero Amaramba je povremeno povezano s rijekom Lugenda, pritokom rijeke Ruvuma.

## Geografija
Jezero Amaramba je dijelom močvara, a dijelom otvorena voda, a prostire se na ukupnoj površini od 83,5 km2. Otvoreno vodeno područje zauzima 43,5 km2, a močvarno ili močvarno zemljište 40 km2. Nalazi se na nadmorskoj visini od 635 m.
Jezero, nastalo u plitkoj udubini, močvarno je na južnoj i istočnoj strani. Jezero je dugo 35,25 km s prosječnom širinom od 1,2 km. Većim dijelom leži u osi SSI-JJZ.:str. 718. Sjeverni kraj jezera proteže se zapadno-sjeverozapadno, a širina mu je 550 do 730 m.:str. 720. Jedine uočljive značajke istočno od jezera su brda, odvojena jedno od drugoga, nazvana Mitumbi, Mero, Mangombo, Chikalulu i Lipembegwe.:str. 717.
Njegov slijev se dijelom nalazi u Malaviju, a manji potok ulijeva se u jezero na njegovom južnom kraju. Na uzvodnom kraju, vode jezero Chiuta dotječu kroz kanal dug 9 km. Tijekom kišne sezone, dva jezera postaju jedna masa raspršenog vodenog područja. Izlaz jezera vodi do rijeke Lugenda, koja se pak spaja s rijekom Rovuma, većim riječnim sustavom. Jezero Amaramba ima karakteristike široke rijeke. Međutim, jezero je usko u usporedbi s jezerom Chiuta uzvodno koje ima trokutasti oblik.
Jezerske vode su održivi izvor slatke vode za ljude u regiji za uzgoj usjeva i osiguravanje sredstava za kopneni prijevoz. Kombinirana jezera, tijekom godišnje sezone poplava, također čine tlo plodnim taloženjem obogaćujućeg mulja.

## Flora i fauna
Jezerski sustav (i Chiuta i Amaramba) u prošlosti je imao vrlo bogat divlji svijet, ali ga je tijekom građanskog rata oštetio krivolov i lov. Vodena fauna u jezeru također je stradala zbog prekomjernog izlova uzrokovanog migrantima iz Malavija. Nakon ovog uništavanja, Svjetski fond za prirodu ( WWF ) i Oxfam GB pokrenuli su mjere za zaustavljanje ilegalnih praksi. Razvijen je participativni pristup koji uključuje ljude iz područja, lokalnu i pokrajinsku vladu te Komisiju za obalnu sigurnost kako bi se riješili negativni ekološki aspekti stvoreni u prošlosti, s ciljem povećanja proizvodnje iz jezerskog sustava bez pribjegavanja prekomjernom korištenju resursa jezera.

### Mjere oživljavanja
Petogodišnji program predviđen za obnovu resursa ekosustava područja jezera Chiuta-Amaramba, kroz participativni pristup, uključuje nekoliko mjera. Prvi od njih je spriječiti prekomjerno korištenje resursa i uvesti mjere za povećanje produktivnosti kako bi se poboljšali ekonomski uvjeti zajednice koja napreduje zahvaljujući resursima jezera. Osnivanje formalnog rezervata jezera Chiuta-Amaramba očuvalo bi ribe i vodene ptice jezera te povećalo vodene resurse za pravedno korištenje od strane lokalne zajednice. Također bi bilo važno uspostaviti mehanizme kontrole kvalitete i količine proizvoda uklonjenih iz jezera. Zaštita okolnog šumskog područja putem odgovarajućeg mehanizma upravljanja divljim životinjama omogućila bi diverzifikaciju vrsta divljih životinja što bi potaknulo osnovnu strukturu ruralnog života. Konačna mjera oživljavanja programa sastoji se od stvaranja okruženja za plasiranje lokalnih proizvoda na tržište.

## Povijest
Godine 1882. Henry E. O'Neill, HBM, konzul u Mozambiku i dobitnik medalje pokrovitelja Kraljevskog geografskog društva 1885., istražio je područje i potom objavio djelo Putovanje iz Mozambika do jezera Shirwa i otkriće jezera Amaramba u kojem je naveo devet sela i zaselaka na obalama jezera, nazvanih po njihovim poglavarima. Pet od njih bilo je na istočnom (Napulu, Cheinlola, Chekungwa, Chemaunda i Chengogwe), tri na zapadnom (Akumhumbwa, Chemina i Chemataka), a jedan se nalazio na sjevernom kraju (Akamtundu).:str. 718. Jugoistočnu obalu jezera naseljava narod Lomwe Makua. Trenutno je najbliži grad jezeru Cacova na njegovoj zapadnoj strani.

## Daljnje čitanje
- Thieme, Michelle L. (2005). Slatkovodne ekoregije Afrike i Madagaskara: Procjena očuvanja . Island Press, Washington D.C. str. 173–175.

## Vanjske poveznice
- Fotografije